# Monumento a Caballo Loco
El monumento a Caballo Loco (del inglés: ''Crazy Horse Memorial'') es una montaña-monumento en construcción, ubicada en las Colinas Negras, en Dakota del Sur. Tiene la forma del guerrero sioux oglala lakota Caballo Loco, montando a caballo y señalando al horizonte.
El memorial es un conjunto que consiste en: el monumento-montaña, el Museo Indio de Norte América y el Centro Cultural Nativo Americano. Está ubicado en tierra considerada sagrada por los Nativos Americanos, entre Custer y Hill City, a trece kilómetros del Memorial nacional Monte Rushmore.
La estatua tendrá una anchura de 195 metros y una altura de 172 metros. La cabeza de Caballo loco será de 27 metros de altura. En comparación con el tamaño de las cabezas de los Presidentes de los Estados Unidos tallados en el Memorial nacional Monte Rushmore, estas tienen una altura de 18 metros.
La construcción del monumento comenzó en 1948, y todavía hoy dista mucho de estar concluido.